# Oria de San Millán
Pour les articles homonymes, voir Oria et Aurea.
Aurea ou Oria de San Millán ou de Villavelayo (1043, Villavelayo - 11 mars 1070, San Millán de la Cogolla), est une moniale bénédictine ayant vécu comme recluse dans son monastère. Le Poème de Gonzalo de Berceo, au XIIIe siècle, a participé à rendre son nom célèbre. Reconnue comme sainte par l'Église catholique elle est commémorée le 11 mars.

## Biographie

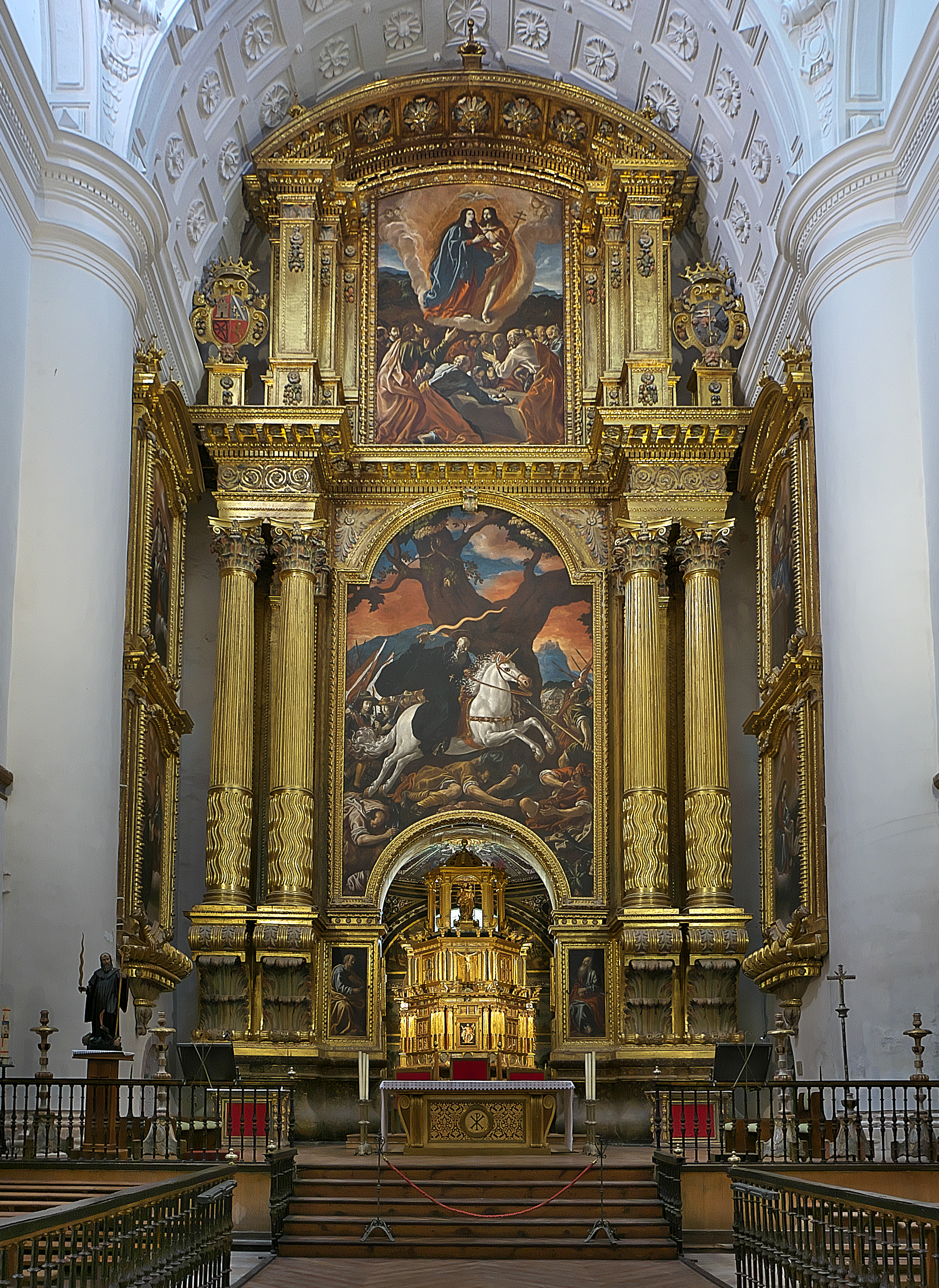
Retable principal de l'église du monastère de San Millán de Yuso, La Rioja.

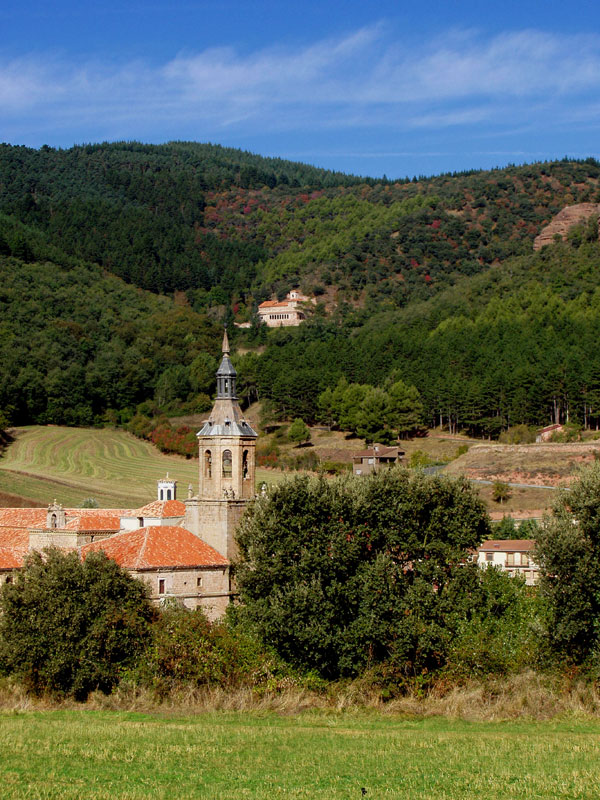
Le monastère de Yuso avec au fond celui de Suso, où a vécu sainte Oria.

Toutes les données principales de la vie de cette « fidèle recluse » sont connues à travers l'œuvre de Gonzalo de Berceo, Poème ou Vie de sainte Oria, inspirée par un récit en latin d'un frère, Munio (ou Muño). Elle est aussi évoquée au XVIIe siècle par le moine bénédictin et historien Gregorio de Argaiz dans son livre La solitude louée par saint Benoît et ses fils dans les Églises d'Espagne.
La sainte, dont le nom évoque l'or (du latin : aurum), est née dans le village de Villavelayo, dans l'actuelle communauté autonome de La Rioja. Ses parents étaient nommés García et Amuña, et ont beaucoup prié afin de pouvoir la concevoir,. Au tendre âge de neuf ans, elle s'est retirée avec sa mère au monastère de San Millán de Suso qui abritait également à cette époque un monastère féminin, et où elle a demeuré jusqu'à sa mort. Déjà durant son enfance, elle avait fait montre d'un détachement du monde matériel. Dans sa jeunesse, elle eut l'occasion de participer à la romería (fête de pèlerinage) en direction du nouveau monastère bénédictin de San Millán de Yuso durant lequel on a déplacé les restes de saint Émilien, depuis le monastère de Suso, juste à côté.
Elle a été acceptée comme religieuse bénédictine. Peu de temps après, elle affirma que ses trois saintes préférées - Agathe de Catane, Eulalie de Mérida et Cécile de Rome - l'avaient visitée dans sa cellule, et l'avaient encouragée à suivre la vie monacale avec plus de zèle. Sainte Eulalie lui donna une colombe (qui est resté son attribut principal) en lui disant : « Suis-la comme ton guide dans les jours qui te restent à vivre, car Jésus-Christ veut que tu sois toute à lui ». Ainsi, elle voulut vivre dans la solitude, lire les Saintes Écritures, et faire du tissage et du filage. Pendant les dernières années de sa vie, Oria a joui de visions célestes de la Vierge Marie. En accord avec la tradition, elle aurait réalisé beaucoup de miracles et les gens des environs l'auraient visité pour lui demander conseils et prières. Mais peu d'années après, elle contracta une douloureuse maladie qui lui fut fatale,. Après sa mort, elle serait encore apparue en rêve à sa mère.
Ainsi, les données fournies par Gonzalo de Berceo et Gregorio de Argaiz révèlent qu'elle est née en l'an 1043, et se serait recluse en 1052 ; elle aurait eu sa première vision en 1063, lorsqu'elle avait 20 ans, et elle serait morte le 11 mars 1070, à 27 ans, entourée de sa mère et de l'abbé du monastère. De Berceo nous rapporte que son corps a été enterré dans la grotte où elle vit pour la première fois la Vierge Marie, derrière le monastère de Suso.
Ses reliques ont demeuré dans la grotte jusqu'à ce qu'en 1609, elles soient déplacées à la paroisse de son village natal Villavelayo, où il a été créé une chapelle en son honneur, dans la maison où elle est née. Une confrérie se soucie de l'y payer des tributs et de continuer à la vénérer.